# Concepción (Intibucá)
Concepción (uit het Spaans: "Onbevlekte Ontvangenis") is een gemeente (gemeentecode 1004) in het departement Intibucá in Honduras.
Het dorp heette vroeger Guarajambala. Dit betekent "Grote rivier van de tijger." De naam werd in 1867 veranderd in Concepción. Het dorp ligt op een helling aan de Río Negro.

## Bevolking
De bevolking is als volgt verdeeld:
| Vrouwen | 5431 | 52,3% |
| Mannen  | 4948 | 47,7% |

## Dorpen
De gemeente bestaat uit negen dorpen (aldea), waarvan de grootste qua inwoneraantal: Concepción (code 100401) en Jiquinlaca (100407).